# Polyrytme
En polyrytme opstår når to eller flere uafhængige rytmer bliver spillet samtidig. Et eksempel kan være når der spilles tre jævne slag mod fire jævne slag over en lige lang tidsperiode, for eksempel  en takt. Andre eksempler kan være 3:4, 5:4, 7:4 og så videre.
Polyrytme er meget brugt i afrikansk musik og i jazz, og hos komponister som for eksempel Aaron Copland. Men der er også eksempler på brug af polyrytme inden for rock, for eksempel Queen og Frank Zappa. Trommeslagerne Mickey Hart fra Grateful Dead og Bill Bruford fra Yes har været eksponenter for brug af polyrytme inden for rock.

## Eksempler
Det følgende er et eksempel på 2 mod 3 polyrytme hvor hver boks repræsenterer en tidsenhed og tiden går fra venstre mod højre. Hvert slag er angivet med et X.
| 3-slagsrytme | X |  | X |   | X |  | X |  | X |   | X |  | X |  | X |   | X |  | X |  | X |   | X |  |
| 2-slagsrytme | X |  |   | X |   |  | X |  |   | X |   |  | X |  |   | X |   |  | X |  |   | X |   |  |

Følgende er et eksempel på 3 mod 4 polyrytme:
| 4-slagsrytme | X |  |  | X |   |  | X |  |   | X |  |  | X |  |  | X |   |  | X |  |   | X |  |  |
| 3-slagsrytme | X |  |  |   | X |  |   |  | X |   |  |  | X |  |  |   | X |  |   |  | X |   |  |  |